# Callionima licastus
Callionima licastus är en fjärilsart som beskrevs av Stoll 1781. Callionima licastus ingår i släktet Callionima och familjen svärmare. Inga underarter finns listade i Catalogue of Life.